# Aramazd (berg)
Aramazd (armeniska: Արամազդ) är ett berg i Armenien. Det ligger i provinsen Siunik, i den sydöstra delen av landet, 170 kilometer sydost om huvudstaden Jerevan. Toppen på Aramazd är 3 392 meter över havet, eller 388 meter över den omgivande terrängen. Bredden vid basen är 8,5 km.
Terrängen runt Aramazd är bergig söderut, men norrut är den kuperad. Runt Aramazd är det ganska glesbefolkat, med 42 invånare per kvadratkilometer.. Närmaste större samhälle är Sjinuhajr, 18,3 kilometer nordost om Aramazd. 
Trakten runt Aramazd består i huvudsak av gräsmarker.